# Tom Petty and the Heartbreakers
Tom Petty and the Heartbreakers (также встречается вариант Tom Petty & The Heartbreakers) — американская рок-группа из Гейнсвилла, Флорида. Она была сформирована в 1976 году и в первоначальном её составе были Том Петти (вокал, гитара), Майк Кэмпбелл (гитара), Бенмонт Тенч (фортепиано, орган, фисгармония, вокал), Рон Блэр (бас-гитара, вокал) и Стэн Линч (ударные, вокал). Хотя большинство материала участники выпускали под названием Tom Petty and the Heartbreakers, это не мешало им участвовать в других проектах. В несколько ином составе и под названием Mudcrutch группа выпустила несколько альбомов и синглов. Том Петти записал три весьма успешных сольных альбома, а также был участником супергруппы The Traveling Wilburys. Группа сотрудничала с Бобом Диланом, Джонни Кэшем, Джеффом Линном и Стиви Никс. The Heartbreakers регулярно записывали альбомы и гастролировали вплоть до смерти Петти в 2017 году.

## Ранние годы
Первыми группами Петти были The Sundowners, The Epics и Mudcrutch (в этой группе он познакомился с Майком Кэмпбеллом и Бенмонтом Тенчем, которые позже войдут в состав Heartbreakers). В 1974 году Mudcrutch подписали договор со студией Shelter Records, но выпустили только один сингл — «Depot Street», который не попал в чарты, и группа распалась. На руинах Mudcrutch и были созданы Heartbreakers.
В 1976 группа выпустила одноимённый альбом и добилась весьма неплохого успеха в Великобритании. Тогда появились первые хиты: «Breakdown» и «American Girl». «Breakdown» был издан и в США и попал в Топ-40 в 1978 году. В связи с популярностью в Великобритании и недостатком внимания у себя на родине, первый свой крупный тур Heartbreakers провели именно там.
Второй альбом You’re Gonna Get It! получил статус золотого, свет увидели хиты «I Need to Know» и «Listen to Her Heart». В 1979 году группа была втянута в правовой спор, когда студия Shelter Records была продана MCA Records. Петти отказался быть переведённым на другой лейбл без его согласия.

## 1979—1989
После спора Heartbreakers выпустили свой третий альбом Damn the Torpedoes на MCA Records, альбом получил статус платинового. Он включал хиты «Don’t Do Me Like That» и «Refugee», очень успешные в Америке.
В 1981, при подготовке четвёртого альбома Hard Promises снова произошёл спор со студией. MCA хотели выпустить альбом по цене 9,98 долларов, на 1 доллар больше обычной цены на альбом, мотивируя это звёздным статусом группы. Петти выразил возражения против повышения цены в прессе, и вопрос стал популярным среди меломанов. В итоге он вышел с обычной ценой в 8,98. Альбом стал платиновым, главным хитом в нём стала композиция «The Waiting». Кроме того был записан дуэт со Стиви Никс — песня «Insider», также вошедшая в альбом.
В 1982, при записи пятого альбома Long After Dark, из группы уходит Рон Блэр, его сменяет Хоуи Эпштейн. В альбоме выходят песни «You Got Lucky» и «Change of Heart». Кроме того была записана песня «Keeping Me Alive», но продюсер забраковал её, чем немало разочаровал Петти.
Новый альбом Southern Accents был записан в 1985 году, процесс прошёл без проблем. Альбом включает хит «Don’t Come Around Here No More», записанный в соавторстве с продюсером Дэйвом Стюартом в жанре южного рока с элементами неопсиходелии и новой волны. Видео для сингла стало победителем MTV Video Music Award. В нём Петти появился в образе Безумного шляпника, который, претерпевая изменения, будет использоваться им и в других клипах.
После успешного концертного тура был выпущен живой альбом Pack Up the Plantation: Live!. Вскоре Боб Дилан пригласил Heartbreakers присоединиться к нему в его туре True Confessions по Австралии, Японии, США (1986) и Европе (1987). Работа Петти была высоко оценена Диланом, вследствие чего они сотрудничали и позднее.
В 1987 группа выпустила альбом Let Me Up (I’ve Had Enough). Этот студийный альбом звучит как живая запись, тут группа использовала технику, позаимствованную у Боба Дилана. Он включает песню «Jammin' Me», которую написали Петти, Дилан и Кэмпбелл. Дилан записал и собственную версию этой песни — «Got My Mind Made Up» для своего альбома Knocked Out Loaded.

## 1991—2017
В 1991 году группа выпустила Into the Great Wide Open, спродюсированный Джеффом Линном (Петти работал с ним в The Traveling Wilburys). В клипе на эту песню снялся тогда ещё начинающий актёр Джонни Депп. Кроме одноимённой песни успех получила композиция «Learning to Fly». Вскоре к группе присоединяется мультиинструменталист Скотт Терстона.
В 1993 году группа выпустила первый сборник хитов, который включал знаменитую песню «Mary Jane’s Last Dance» («Last Dance With Mary Jane»).
В 1994 году группу покидает Стэн Линч, его место занимает Стив Ферроне, работавший с Петти над его сольным альбомом Wildflowers.
В 1995 году выходит бокс из 6 дисков Playback. Примерно половина треков из него ранее выходили в альбомах, другая была взята из би-сайдов, демозаписей и концертов. Два новых трека — это соло версия дуэта 1981 года со Стиви Никс «Stop Draggin' My Heart Around» и песня «Waiting For Tonight».
В 1996 году The Heartbreakers записывают саундтрек к фильму «Только она единственная» («She’s the One») с Камерон Диас и Дженнифер Энистон в главных ролях.
В 1999 году группа выпускает альбом Echo на лейбле Warner Bros. и с продюсером Риком Рубином у руля. Успех получает песня «Room at the Top». На следующий год выходит второй сборник — Anthology: Through the Years.
В 2002 году выходит The Last DJ. Многие песни содержат критику музыкальной индустрии и крупных звукозаписывающих компаний. Покинувший группу в 1982 году Рон Блэр сыграл на трёх треках. Вскоре он полностью заменил человека, который ранее был заменой ему — Хоуи Эпштейна. Причиной ухода Эпштейна было увлечение наркотиками, в 2003 он умер в возрасте 48 лет.
В 2008 году Петти, Тенч и Кэмпбелл, вместе с Рэндаллом Маршем и Томом Лидоном собрались, чтобы воскресить группу Mudcrutch. В конце года они выпустили одноимённый альбом.
В 2010 году The Heartbreakers выпустили новый студийный альбом Mojo и весной отправились гастролировать.
В 2014 году вышел очередной диск — Hypnotic Eye.
Рано утром 2 октября 2017 года Том Петти был найден без сознания и без дыхания, а также с полной остановкой сердца в своём доме. После преждевременных сообщений о смерти, Петти позже скончался в медицинском центре UCLA Medical Center в Санта-Монике, в Калифорнии. Ему было 66 лет.
Официального заявления по поводу распада или будущего The Heartbreakers так и не было сделано. В своём последнем интервью Los Angeles Times, за несколько дней до своей смерти, Петти сказал, что The Heartbreakers вероятно распадутся, если кто-то из членов умрёт или станет неспособным для выступлений.
В апреле 2018 года Кэмпбелл, Тенч и Ферроне выступили вместе с Беком, Нейлом Янгом, Патти Смит и Стивеном Стиллзом в рамках благотворительного концерта «Light Up the Blues» в Лос-Анджелесе и исполнили песню «I Won’t Back Down». В том же месяце Кэмпбелл (вместе с Нилом Финном) присоединился к Fleetwood Mac, где заменил Линдси Бакингема.
25 июня 2019 года The New York Times Magazine назвал Tom Petty and the Heartbreakers среди сотен исполнителей, чей материал, как сообщается, был уничтожен во время пожара в Universal Studios Hollywood 2008 года.

## Награды
- Петти получил множество премий Грэмми, а в 2006 — премию Billboard Music Awards.
- В 1999 году группа получила звезду на аллее славы Голливуда.
- В 2002 году Tom Petty and the Heartbreakers были введены в Зал славы рок-н-ролла.

## Другие проекты

### Сольное творчество Тома Петти
Петти выпустил три сольных альбома. Первый из них — Full Moon Fever вышел в 1989 и включал такие хиты как «Free Fallin'», «Runnin' Down a Dream» и «I Won’t Back Down» (на последний позже запишет кавер Джонни Кэш).
Группа была встревожена решением Петти начать сольную карьеру, но, несмотря на это, участники помогли ему в записи альбома: Кэмпбелл играет на каждом треке, Тенч на одном, Эпштейн на бэк-вокале в двух.
Второй сольный альбом Wildflowers выходит в 1994, в его записи принимают участие вся группа, кроме Линча. В этой же записи впервые появляется Стив Ферроне на барабанах, создавая «You Don’t Know How It Feels».
Последний сольный альбом Highway Companion вышел в 2006 году.

### The Traveling Wilburys
Все началось с совместной записи Роя Орбисона, Джорджа Харрисона и Джеффа Линна трека в качестве би-сайда для сингла Харрисона «This Is Love». Компания находилась в студии Боба Дилана в Санта-Монике, Калифорния. Первоначально участие Петти не планировалось, но накануне Харрисон оставил свою гитару у него дома и в итоге музыкант тоже принял участие в записи. Но появившаяся в результате песня «Handle With Care» оказалась слишком хороша, чтобы издавать её как дополнение к синглу. Учитывая то, что музыкантам понравилось работать друг с другом, они решили сделать вместе целый альбом. Сотрудничество продолжилось и в дальнейшем.

### Прочее
- Петти участвовал в записи альбома Armchair Theatre Джеффа Линна и The Wind Уоррена Зивона.
- Кэмпбэлл участвовал в записи The Wind и Sentimental Hygiene Зивона, Together Through Life Дилана и American V: A Hundred Highways Кэша.

## Дискография
- Tom Petty and the Heartbreakers (1976)
- You’re Gonna Get It! (1978)
- Damn the Torpedoes (1979)
- Hard Promises (1981)
- Long After Dark (1982)
- Southern Accents (1985)
- Let Me Up (I’ve Had Enough) (1987)
- Into the Great Wide Open (1991)
- Greatest Hits (1993)
- Echo (1999)
- The Last DJ (2002)
- Mojo (2010)
- Hypnotic Eye (2014)

## Участники группы
- Том Петти — вокал, ритм и соло-гитара, бас-гитара, губная гармоника, клавишные (1976—2017; его смерть)
- Майк Кэмпбелл — соло и ритм-гитара, бас-гитара, клавишные, мандолина (1976—2017)
- Бенмонт Тенч — фортепиано, клавишные, орган, бэк-вокал (1976—2017)
- Стэн Линч — ударные, бэк-вокал (1976—1994)
- Рон Блэр — бас-гитара, бэк-вокал (1976—1982, 2002—2017; гостевые участия в студии с 1982 по 1985)
- Хоуи Эпштейн — бас-гитара, ритм-гитара, мандолина, бэк-вокал (1982—2002; умер в 2003)
- Скотт Терстон — ритм и соло-гитара, клвишные, губная гармоника, бэк-вокал (1999—2017; концертный и сессионный музыкант 1991—1999)
- Стив Ферроне — ударные (1999—2017; концертный и сессионный музыкант 1994—1999)